# Carbonate de césium
Le carbonate de césium est un solide cristallin blanc de formule Cs2CO3, composé d'ions carbonate et d'ions césium. C'est une base polyvalente en synthèse organique car il est plus soluble dans les solvants organiques que les autres carbonates comme le carbonate de potassium.
Comme les autres carbonates, il réagit avec les acides protiques comme l'acide chlorhydrique pour donner du dioxyde de carbone (CO2), de l'eau et un sel de césium comme suit, avec B, la base conjuguée de l'acide HB :
Cs2CO3 + 2 HB → 2 CsB + H2O + CO2
Il peut ainsi être aussi utilisé pour produire d'autres sels de césium.